# Dolichopoda muceddai
Dolichopoda muceddai är en insektsart som beskrevs av Rampini och Di Russo 2005. Dolichopoda muceddai ingår i släktet Dolichopoda och familjen grottvårtbitare. Inga underarter finns listade i Catalogue of Life.